# Drymonia obliterata
Drymonia obliterata là một loài bướm đêm thuộc họ Notodontidae. Nó được tìm thấy ở miền trung và Nam Âu, Tiểu Á và Armenia.
Sải cánh dài 30–40 mm. Con trưởng thành bay từ tháng 5 đến tháng 7 và in warmer regions also từ tháng 8 đến tháng 9.
Ấu trùng ăn các loài Quercus, Fagus và Betula.

## Phụ loài
There are two recognised subspecies:
- Drymonia obliterata obliterata
- Drymonia obliterata esmera

## Hình ảnh

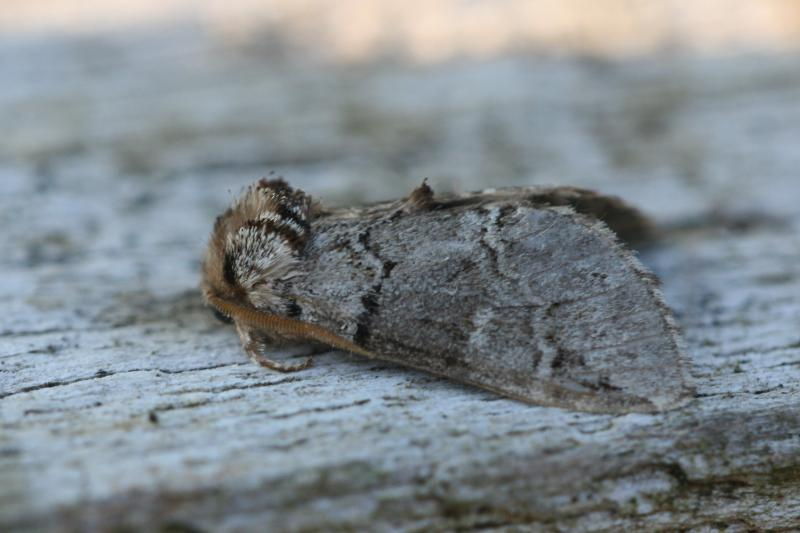